# Bataille de Longue-Pointe
Guerre d'indépendance des États-Unis
Batailles
La bataille de Longue-Pointe est une tentative militaire menée par Ethan Allen et un petit groupe de miliciens de s'emparer de la ville de Montréal alors aux mains des forces britanniques le 25 septembre 1775, au début de la guerre d'indépendance des États-Unis. Ne recevant pas le soutien militaire escompté, Allen ne parvient pas à son but et est défait par les forces de Guy Carleton.
Une tentative similaire sera tentée quelques semaines plus tard : la bataille de Québec.

## Contexte
Au XVIIIe siècle, la ville de Montréal occupe seulement une petite partie de l'île de Montréal, centrée sur ce qui est appelé aujourd'hui le Vieux Montréal. L'extrémité est de l'île est appelée Longue-Pointe, et il y eut à un moment une fortification appelée Fort Longue Pointe sur l'île, en face de Longueuil. Cette région, annexée à Montréal en 1910 et qui correspond aujourd'hui au quartier de Mercier-Est, est proche de l'endroit où les combats décrits ici ont eu lieu.
Avec le début de la guerre d'indépendance américaine, nombreux pensent qu'il serait facile d'étendre la rébellion à la Province de Québec, qui n'a été conquise par les Britanniques qu'en 1759 et dont la population est vue comme éprouvant du ressentiment quant à la domination britannique. L'invasion américaine du Québec commence avec l'arrivée sur l'île aux Noix de l'Armée continentale sous le commandement du général Philip Schuyler le 4 septembre 1775. Schuyler, qui est malade à ce moment-là, finit par remettre le commandement de son armée au général Richard Montgomery, qui donne l'ordre d'assiéger Fort Saint-Jean, ce qu'ils font le 18 septembre. Dans ce fort, situé au sud de Montréal, sur la rivière Richelieu, le général Guy Carleton a concentré les quelques soldats réguliers britanniques à sa disposition à la suite de la prise du Fort Ticonderoga en mai.

### Situation américaine
Avant de remettre son commandement à Montgomery, Schuyler ébauche une proclamation adressée aux habitants du Québec, les encourageant à s'opposer aux Britanniques et à aider la cause américaine. Le 8 septembre, Ethan Allen et le major John Brown se rendent dans les campagnes entre Saint-Jean et Montréal avec un petit détachement d'Américains pour faire circuler cette proclamation, rencontrant James Livingston, un sympathisant des Patriots à Chambly aussi bien que les Kahnawakes. Livingston parvient finalement à recruter environ 300 miliciens, qu'il campe à Pointe-Olivier, en bas de Fort Chambly. Allen et Brown retournent à l'île aux Noix à la suite de cette tournée.
Allen a longtemps nourri l'ambition de prendre Montréal. Après que Benedict Arnold et lui ont capturé Fort Ticonderoga en mai 1775, il a emmené quelques centaines d'hommes au nord de Ticonderoga, vers Saint-Jean avec l'idée de capturer le fort qui s'y trouve par surprise, et ensuite de prendre Montréal. Cette tentative fut contrecarrée par l'arrivée opportune de troupes britanniques à Saint-Jean ; la prouesse fit de Allen une personnalité bien connue à Montréal et dans la vallée de la Richelieu.

### Situation de Montréal

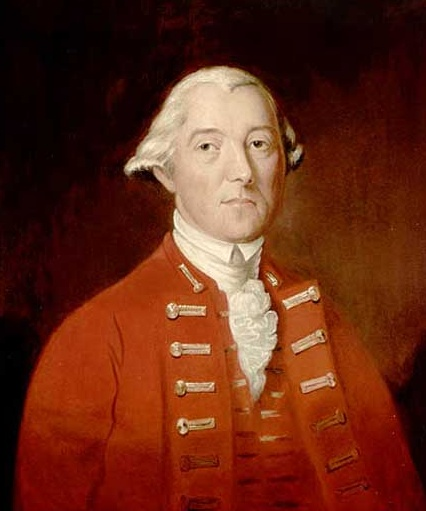
Le général Guy Carleton.

À la suite de la capture de Fort Ticonderoga en mai 1775, le général Carleton, avec seulement 800 réguliers disponibles pour défendre l'ensemble de la province, concentre ces troupes à Fort Saint-Jean, plaçant environ 500 soldats, ainsi qu'environ 250 miliciens et Amérindiens, au fort. Les forces restantes sont distribuées parmi les forts frontaliers le long des Grands Lacs, avec des garnisons relativement petites à Montréal, Trois-Rivières et Québec. Durant l'été 1775, il tente de lever d'importantes forces de milice supplémentaires au sein de la population. Ces tentatives n'ont qu'un succès limité, en partie à cause de la réussite de la propagande américaine et de l'agitation par les sympathisants à la cause patriote, particulièrement Thomas Walker, James Price et James Livingston. En juillet, Carleton est manifestement satisfait du niveau de soutien de la milice autour de Montréal, mais il n'a pas fait grand chose pour stopper les activités des agitateurs, qui envoient également des rapports aux Américains détaillant les préparatifs militaires des Britanniques.

## Prélude

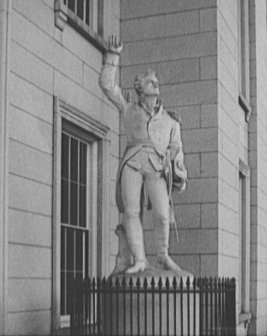
Photographie de 1904 de la statue d'Ethan Allen à Montpelier (Vermont).

Lorsque Montgomery débute finalement le siège de Fort Saint-Jean, il donne l'ordre à Allen et à environ 30 Américains de se joindre aux Canadiens de Livingston pour protéger la rive sud du fleuve Saint-Laurent contre des tentatives de Carleton de lever le siège. Il ordonne également à une force plus importante sous le commandement de Brown de sécuriser la région située au nord du fort, et de couvrir la route entre Saint-Jean et Montréal.
Allen parcourt les rives sud-est de la rivière Richelieu, remontant vers Sorel, où il franchit la rivière et poursuit en remontant la rive sud du Saint-Laurent jusqu'à Longueuil. D'après le récit d'Allen, il y rencontre Brown, et tous deux développent un plan pour attaquer Montréal. Brown doit traverser le fleuve avec 200 hommes à La Prairie, en amont de Montréal, et Allen, avec ses Américains et 80 Canadiens sous le commandement de Loiseau et Duggan, deux des capitaines de Livingston, doit traverser le fleuve à Longueuil, en aval de la ville, et les deux forces doivent, après un signal préalablement convenu, converger sur la ville.

## Bataille

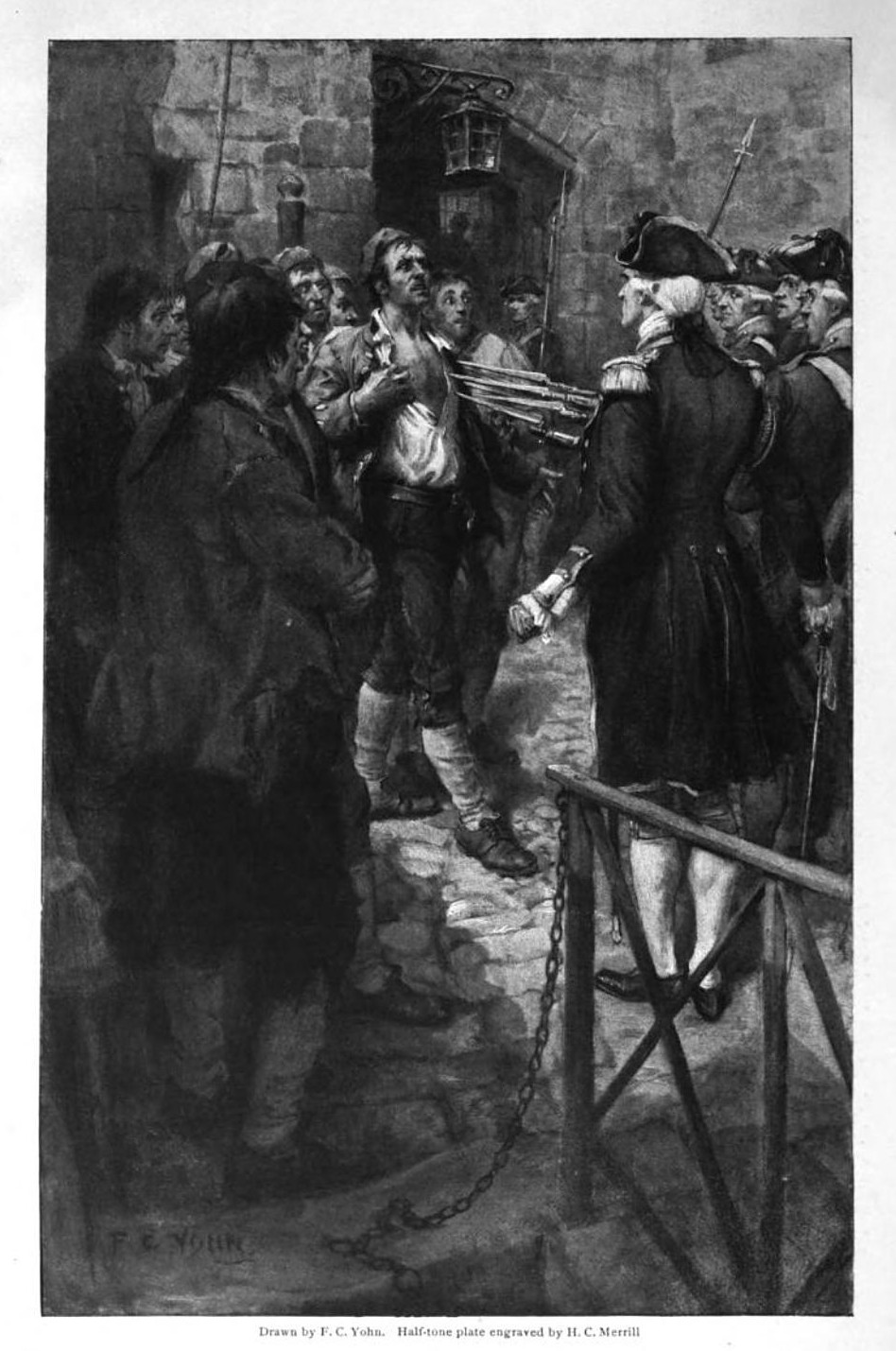
Gravure représentant Ethan Allen avec ses ravisseurs à Montréal.

Allen et ses hommes traversent le Saint-Laurent dans la nuit du 24, débarquant à Longue-Pointe. Les habitants qu'il rencontre sont amicaux, mais il poste des gardes sur la route menant à Montréal pour empêcher la nouvelle de leur traversée d'atteindre la ville. Toutefois, un homme qu'ils détiennent parvient à s'échapper et à rejoindre la ville où il informe Carleton de la présence d'Allen sur l'île. Brown ne traverse pas le fleuve. Bien qu'aucune source n'indique pourquoi Brown n'a pas agi, l'historien Justin Smith suggère que Allen a en fait agi seul, et a seulement cherché plus tard à rendre Brown responsable de l'échec de l'entreprise. Cela laisse la force d'Allen seule et vulnérable, comme il a fallu trois allers-retours avec les bateaux disponibles pour transporter ses hommes de l'autre côté du fleuve.
Réalisant qu'il ne pourra pas ramener tout le monde de l'autre côté du fleuve avant que des troupes n'arrivent de la ville, Allen choisit un endroit boisé près du Ruisseau-des-Sœurs (indiqué sur la carte au-dessus sous le nom de Ruisseau de la Gde Prairie), entre Longue-Pointe et Montréal, pour établir une position. Il envoie également un mot demandant de l'aide à Thomas Walker, un marchand britannique et sympathisant notoire de la cause patriote habitant L'Assomption. Walker parvient à rassembler quelques hommes, mais Allen est capturé avant qu'ils ne puissent leur venir en aide.
Lorsque le général Carleton apprend que le célèbre Ethan Allen se trouve aux portes de la ville, il sonne l'alarme. À mesure que la nouvelle se répand, un grand nombre de personnes se rassemblent. Le capitaine John Campbell réunit une force de 34 réguliers du 26e Regiment of Foot (l'ensemble de la garnison de Montréal), 120 miliciens canadiens et 80 britanniques, 20 agents indiens britanniques et quelques Amérindiens, et les mène pour affronter la force d'Allen,. Comme la force de Campbell approche, Allen charge 10 Canadiens de couvrir son flanc gauche, tandis que Duggan et 50 autres Canadiens sont placés sur le flanc droit. Ces deux détachements s'enfuient au lieu de tenir leurs positions, laissant Allen avec environ 50 hommes. Au cours des 90 minutes qui suivent, des tirs sont échangés entre les deux forces adverses. Le reste des forces d'Allen est finalement défait, et, après avoir tenté d'échapper à l'ennemi, il se rend.

## Suites et conséquences
L'attaque infructueuse sur Montréal conduit à la mobilisation générale de la milice locale de Montréal, réunissant près de 1 000 hommes, mais ils ont rapidement commencé à repartir. Carleton refuse d'organiser une expédition au secours de Fort Saint-Jean et les membres des milices venant des paroisses rurales finissent par se disperser pour s'occuper de leurs récoltes et défendre leurs propres foyers. En novembre, le commandant du fort assiégé capitule, ouvrant aux Américains la voie de Montréal. Carleton fuit la ville, faisant son chemin vers Québec, et Montgomery occupe Montréal sans tirer un seul coup de feu le 13 novembre.
Allen et les autres prisonniers sont amenés à la ville. Allen, dans son récit de la confrontation, affirme que le colonel Richard Prescott avait l'intention de tuer les Canadiens capturés, mais Allen a intercédé en leurs noms, disant « Je suis la seule cause de leur prise des armes. » Allen est emprisonné dans la cale d'un navire et finalement envoyé en Angleterre. Il passe environ un an, en majeure partie sur des navires-prisons, avant d'être libéré sous condition à New York, alors sous contrôle britannique, en novembre 1776 comme les autorités britanniques craignent que le pendre ferait de lui un martyr. Il est finalement échangé en mai 1778 contre Archibald Campbell, un officier britannique, et reprend des activités militaires et politiques pour la république du Vermont naissante en 1778.
Thomas Walker, le marchand à qui Allen a demandé de l'aide, est arrêté au début du mois d'octobre 1775 lorsque vingt réguliers et une douzaine de miliciens sont venus de Montréal à son domicile à L'Assomption. La maison de Walker est détruite et il est emprisonné avec l'intention de l'envoyer en Angleterre pour y être jugé. Walker est finalement libéré lorsque les Américains capturent Montréal et la plupart de la flotte britannique tente de s'enfuir de la ville.